# Десять мільйонів рублів
Десять мільйонів рублів (10 000 000 рублів) — грошовий знак, що випускався в РРФСР. Російські банкноти з таким номіналом характерні для періоду різкого знецінення рубля та гіперінфляції.
Поява банкнот номіналом 10 000 000 рублів обумовлено гіперінфляцією початку 1920-х років.
Всього в РРФСР був випущений один вид банкноти номіналом в 10 000 000 рублів — в 1921 році.
Розмір банкноти 270 × 130 мм.

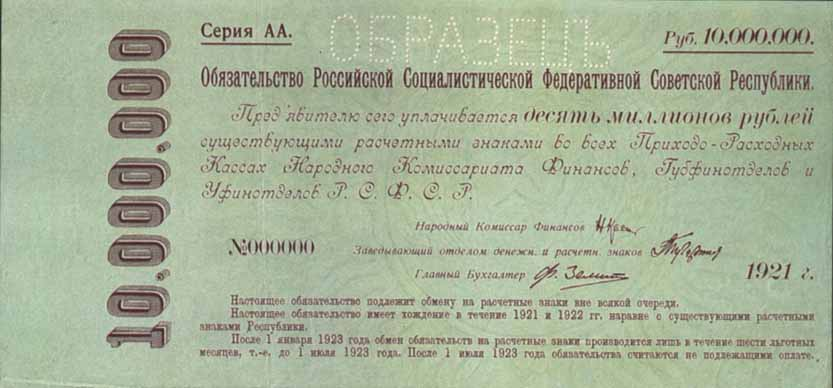
Десять мільйонів рублів 1921 року